# Lugaid mac Con Roí
Nel ciclo dell'Ulster della mitologia irlandese, Lugaid mac Con Roí era il figlio di Cú Roí mac Dáire. Era anche conosciuto come Lugaid mac Trí Con ("figlio di tre cani").
Vendicò la morte di suo padre uccidendo Cúchulainn dopo aver cospirato con Medb e i figli di altre persone che Cúchulainn aveva ucciso.
Dopo che la lancia di Lugaid ebbe sparso le sue viscere, Cúchulainn si legò a un menhir (tradizionalmente si dice che fosse Clochafarmore) in modo da poter morire in piedi. Solo quando un corvo gli atterrò sulla spalla, Lugaid fu convinto che fosse morto. Mentre Lugaid gli tagliava la testa, la spada di Cúchulainn cadde dalla sua mano e tagliò la mano di Lugaid.
Conall Cernach lo inseguì. Dato che Lugaid aveva perso una mano, Conall lo combatté con una mano infilata nella cintura, ma vinse solo quando il suo cavallo morse su un fianco Lugaid. Prese la testa di Lugaid e la posò su una pietra, ma il suo sangue sciolse la pietra e la testa affondò attraverso di essa.